# H.E.R.
H.E.R., pseudonimo di Gabriella Sarmiento Wilson (Vallejo, 27 giugno 1997), è una cantautrice statunitense.
Vincitrice di quattro Grammy Award su ventuno candidature, è tra gli esponenti del panorama contemporary R&B contemporaneo di maggior successo, imponendosi all'attenzione internazionale grazie alla pubblicazione delle raccolte H.E.R. (2017) e I Used to Know Her (2019). Nel 2021 ha vinto l'Oscar alla migliore canzone con il brano Fight for You, colonna sonora dell'acclamato film Judas and the Black Messiah, e pubblica l'album di debutto Back of My Mind.
Dall'inizio della carriera ha venduto oltre 25 milioni di copie certificate tra singoli e album negli Stati Uniti, collaborando con esponenti del panorama R&B/Hip-hop, tra cui Mary J. Blige, Toni Braxton, Robert Glasper, Bryson Tiller, Chris Brown, Jazmine Sullivan, Khalid, Daniel Caesar, pop, tra cui Ed Sheeran, Jess Glynne e Maroon 5, e musica country, duettando con Chris Stapleton.
Grazie ai successi ottenuti è stata nominata nelle principali premiazioni, ottenendo due BET Awards, cinque Soul Train Music Award, tre NAACP Image Award, un MTV Video Music Awards e un MTV Europe Music Awards. Nel 2022 vince il Children's and Family Emmy Awards come autrice nella serie We the People, mentre nel 2024 viene candidata agli Screen Actors Guild Award per aver recitato nella seconda trasposizione cinematografica de Il colore viola.

## Carriera

### 2009-2017: Il contratto discografico e il successo conH.E.R.
Il primo approccio della cantautrice con il mondo dello spettacolo avviene nel 2009 con la partecipazione al talent show di Radio Disney The Next Big Thing, dove si presenta con il suo nome anagrafico Gabriella. Viene notata alcuni anni dopo dalla casa discografica RCA Records, firmando un contratto discografico all'età di 14 anni, pubblicando il singolo Something to Prove.
Nel 2016 sceglie il nome d'arte H.E.R., acronimo di "Having Everything Revealed" (aver svelato tutto), con il quale pubblica il primo EP H.E.R. Volume 1 il 9 settembre dello stesso anno. Il progetto esordisce alla dodicesima posizione della US R&B Albums e 28 della US R&B/Hip-Hop Albums, supportato dai cantautori Alicia Keys, Rihanna e Bryson Tiller. A seguito del singolo estratto Pigment, numerose riviste inseriscono la cantautrice nella lista di artisti R&B da ascoltare e conoscere nel 2017, tra cui Rolling Stone Magazine e Forbes. L'anno successivo viene distribuito H.E.R. Vol. 2, che diviene il primo progetto discografico della cantautrice ad esordire nella Billboard 200, alla posizione 49.
Il 20 ottobre 2017 viene pubblicata la raccolta H.E.R., contenente le tracce dei progetti precedenti, riscuotendo successo nelle classifiche statunitensi e canadesi, debuttando alla posizione 23 della Billboard 200 e alla prima posizione della US R&B Albums. Dal progetto viene estratto il singolo Focus che diviene la prima canzone della cantante in testa alla classifica US Adult R&B Songs e ad esordire nella Billboard Hot 100 alla posizione numero 100. Grazie al successo ottenuto, con oltre un milione di copie vendute negli Stati Uniti, sia dell'album che del singolo, viene estratta la collaborazione con Daniel Caesar, Best Part. Il duetto debutta alla posizione 75 della Billboard Hot 100 e vende oltre 3 milioni di copie negli Stati Uniti.
Grazie ai successi ottenuti nel corso del 2017, la cantautrice riceve numerose candidature nelle principali premiazioni, tra cui sette ai Soul Train Music Award del 2018, vincendo nelle categorie Album/Mixtape of the Year per H.E.R. e Best Collaboration con  Best Part. Nel 2019 l'artista riceve cinque nomine ai Grammy Awards, sebbene il progetto fosse stato distribuito due anni prima. Oltre alla nomina come Album of the Year, ottengono un premio sia l'album con il Best R&B Album che la collaborazione con Daniel Caesar come Best R&B Performance.

### 2018-2020:I Used to Know Her

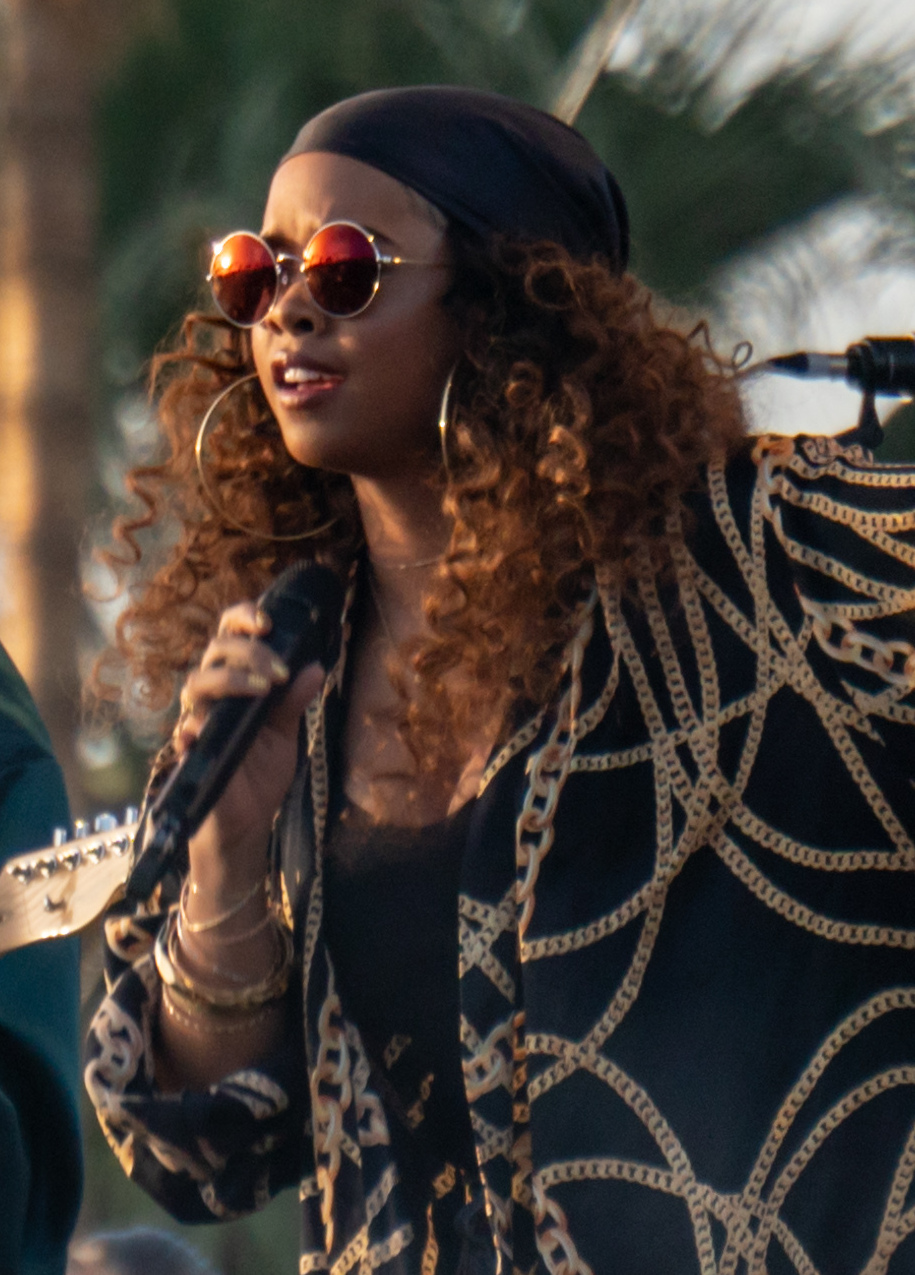
H.E.R. al Coachella Valley Music and Arts Festival nel 2018.

Nel luglio 2018 collabora con il cantautore Khalid a brano This Way, facente parte della colonna sonora del film Superfly. Il 3 agosto successivo viene pubblicato il terzo EP della cantautrice, intitolato I Used to Know Her: The Prelude, che esordisce alla ventesima posizione della Billboard 200 e prima della US R&B Albums, divenendo il più alto debutto della cantante nelle classifiche statunitensi. Dal progetto discografico viene estratta la collaborazione con il rapper Bryson Tiller Could've Been, che esordisce nelle principali classifiche R&B e Hip-Hop statunitensi, ricevendo la certificazione di platino dalla RIAA. Il 2 novembre 2018 viene pubblicato il secondo EP, I Used to Know Her: Part 2, promosso dal singolo Hard Place.
Il 30 agosto 2019 esce la seconda raccolta I Used to Know Her, che racchiude i progetti distribuiti nell'anno precedente. Sebbene esordisca a posizioni inferiori nelle classifiche statunitensi rispetto alla precedente raccolta, viene pubblicato un nuovo singolo Slide che ottiene maggior successo, anche grazie al remix con Chris Brown, venendo oltre un milione di copie negli Stati Uniti. Nel corso del 2019 partecipa inoltre al remix del brano Thursday di Jess Glynne, cantandolo per la prima volta ai BRIT Awards del 2019, nel brano I Don't Want Your Money per l'album No. 6 Collaborations Project di Ed Sheeran, e con Chris Brown in Come Together, presente nel nono album in studio dell'artista Indigo. Ha partecipato ai principali festival musicali, tra cui Coachella Music Festival, Rock in Rio e Global Citizen Festival.
Nel 2020 H.E.R. viene nominata in cinque categorie dei Grammy Award, tra cui album dell'anno per I Used to Know Her e canzone dell'anno e registrazione dell'anno per Hard Place. L'album riceve inoltre nomine nelle medesime categorie ai NAACP Image Award, ai BET Awards, e ai Soul Train Music Award, venendo riconosciuta in quest'ultima premiazione come Best R&B/Soul Female Artist. Il video tratto dal brano I Can't Breathe fa ottenere alla cantautrice il primo MTV Video Music Awards nella categoria Best Video with a Social Message.
A novembre 2020, H.E.R. viene nuovamente nominata in tre categorie ai Grammy Awards 2021. I brani Slow Down e Better Than I Imagined sono stati entrambi candidati per la categoria miglior canzone R&B e a trionfare è stato Better Than I Imagined. La terza candidatura è stata ottenuta come canzone dell'anno per il brano I Can't Breathe, che ha trionfato. In tal modo, la cantante è arrivata ad accumulare quattro Grammy.

### 2021–presente:Back of My Minde l'Oscar perFight for You

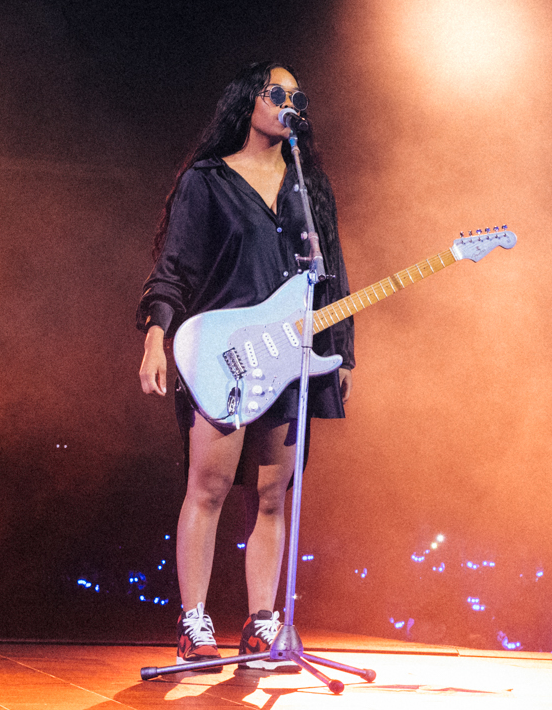
H.E.R. nel corso del Music of the Spheres World Tour nel 2022

Nel 2021 H.E.R. interpreta il brano Fight for You, colonna sonora dell'acclamata pellicola Judas and the Black Messiah, con il quale si aggiudica premio Oscar per la miglior canzone originale e la candidatura al Golden Globe nella medesima categoria.
Il 18 giugno 2021 viene pubblicato il suo album in studio di debutto Back of My Mind, anticipato dal singolo Come Through in collaborazione con Chris Brown. Il disco contiene al suo interno anche gli estratti Slide e Damage e il brano promozionale Hold On, tutti messi in commercio tra il 2019 e il 2020. Nell'agosto 2021, è stato annunciato che la Wilson era in trattative finali per fare il suo debutto cinematografico nel prossimo adattamento cinematografico di Il colore viola, interpretando il ruolo di Squeak. Il ruolo le vale candidature assieme al cast agli Screen Actors Guild Awards, Critics' Choice Award e la vittoria di un NAACP Image Award.
Nell'estate del 2022 inizia il suo Back Of My Mind Tour, sia con date da solista sia aprendo il Music of the Spheres - World Tour dei Coldplay in Sud America ed Europa.

## Influenze e stile musicale
Lo stile della cantautrice è associato al contemporary R&B, sebbene interpretato in una chiave moderna. L'artista ha espresso più volte la passione per il genere blues, descrivendola come «quel tipo di musica che ti dà una sensazione che non puoi necessariamente descrivere. È curativa, si sente e basta». In particolar modo si ispira a B.B. King, affermando di essere la sua maggiore influenza per quanto concerne l'utilizzo della chitarra.
La rivista statunitense Rolling Stone nota che la sua voce sia «ricca e vellutata» associata a «brani che sembrano scritti su un diario». Associa la cantautrice ad artiste come Solange Knowles, Aaliyah e Dawn Richard. La cantautrice racconta l'influenza musicale ricevuta dalla madre, che ascoltava Mariah Carey, Whitney Houston, Mary J. Blige, e di come in anni più recenti abbia scoperto The Weeknd, Drake e Jhené Aiko. La cantante ha inoltre citato Alicia Keys, Janet Jackson, Rihanna, Ed Sheeran, Chloe x Halle e Ty Dolla Sign.
In un'intervista per HuffPost, H.E.R. racconta il rapporto con il padre «Ha avuto una grande influenza, perché suona la chitarra ed è un grande appassionato di musica. Abbiamo sempre avuto molti strumenti musicali in casa».  Le influenze musicali principali trasmesse dal padre provengono da Prince, Stevie Wonder, James Brown, Lauryn Hill e Michael Jackson. Esprime inoltre il suo rapporto tra la chitarra con il genere R&B «Penso che la chitarra sia uno strumento così bello; ho trovato il modo di fare suoni nella chitarra che corrispondono a quello che volevo fare. Credo che ci sia un po' di R&B in tutto, non lo inscatolerei».
Gerrick D. Kennedy del Los Angeles Times descrive la cantautrice come «Una polistrumentista che esegue rhythm and blues contemporaneo nel senso più vero del termine. La sua musica è intrisa di melodie complesse, arrangiamenti esuberanti e testi profondamente personali; [... ] Un approccio quasi radicale considerando l'influenza dell'hip hop sulla musica R&B dell'ultimo decennio». Jackson Howard descrivendo i progetti musicali per Pitchfork le da l'appellativo di «Enigma del contemporary R&B» poiché nota «Un'artista R&B emotiva ma al contempo protettiva verso se stessa, con brani che si intersecano con il sovrannaturale e la vulnerabilità; [...] Ma che fatica a trovare una via d'uscita. Nonostante il contratto di una major-label e un buon numero di fan, non ha paura di prendere una qualche rischio, anche se il risultato può essere un flop commerciale».

## Discografia

### Album
- 2021 – Back of My Mind

### Raccolte
- 2017 − H.E.R.
- 2019 − I Used to Know Her

## Filmografia

### Cinema
- Yes Day, regia di Miguel Arteta (2021)
- The Color Purple, regia di Blitz Bazawule (2023)

### Televisione
- La bella e la bestia: una celebrazione del trentesimo anniversario (Beauty and the Beast: A 30th Celebration) – speciale TV (2022)

## Riconoscimenti

### Premi principali
Academy Awards
- 2021 – Migliore canzone per Fight for You

Children's and Family Emmy Awards
- 2022 – Miglior programma short-form per We the people

Critics' Choice Awards
- 2021 – Candidatura alla miglior canzone per Fight for You
- 2024 – Candidatura al miglior cast per Il colore viola

Golden Globe
- 2021 – Candidatura alla miglior canzone originale per Fight for You

Grammy Award
- 2019 – Candidatura all'album dell'anno per H.E.R.
- 2019 – Miglior album R&B per H.E.R.
- 2019 – Candidatura alla miglior canzone R&B per Focus
- 2019 – Miglior interpretazione R&B per Best Part (con Daniel Caesar)
- 2019 – Candidatura al miglior artista esordiente
- 2020 – Candidatura all'album dell'anno per I Used to Know Her
- 2020 – Candidatura alla canzone dell'anno per Hard Place
- 2020 – Candidatura alla registrazione dell'anno per Hard Place
- 2020 – Candidatura alla miglior canzone R&B per Could've Been (con Bryson Tiller)
- 2020 – Candidatura alla miglior interpretazione R&B per Could've Been (con Bryson Tiller)
- 2021 – Canzone dell'anno per I Can't Breathe
- 2021 – Miglior canzone R&B per Better Than I Imagine (con Robert Glasper e Meshell Ndegeocello)
- 2021 – Candidatura alla miglior canzone R&B per Slow Down (con Skip Marley)
- 2022 – Candidatura all'album dell'anno per Back of My Mind
- 2022 – Candidatura al miglior album R&B per Back of My Mind
- 2022 – Candidatura alla canzone dell'anno per Fight for You
- 2022 – Miglior interpretazione R&B tradizionale per Fight for You
- 2022 – Candidatura alla miglior canzone scritta per un visual-media per Fight for You
- 2022 – Candidatura alla miglior interpretazione R&B per Damage
- 2022 – Candidatura alla miglior canzone R&B per Damage
- 2022 – Candidatura alla migliore canzone di musica cristiana contemporanea per Hold Us Together (con Tauren Wells)
- 2023 – Candidatura all'album dell'anno per Good Morning Gorgeous (come autrice e artista ospite)
- 2023 – Candidatura alla registrazione dell'anno per Good Morning Gorgeous (con Mary J. Blige)
- 2023 – Candidatura alla miglior canzone R&B per Good Morning Gorgeous (con Mary J. Blige)
- 2023 – Candidatura alla miglior registrazione dance/elettronica per Intimidated (con Kaytranada)

Screen Actors Guild Award
- 2024 - Candidatura al miglior cast cinematografico per Il colore viola

### Altri premi
MTV Europe Music Awards
- 2020 – Miglior canzone con messaggio sociale per Could've Been
- 2020 – Candidatura al miglior artista R&B
- 2021 – Candidatura al miglior canzone con un messaggio sociale per Fight for You

MTV Video Music Awards
- 2019 – Candidatura al miglior artista esordiente
- 2019 – Candidatura al miglior artista push
- 2019 – Candidatura al miglior video R&B Could've Been (con Bryson Tiller)
- 2020 – Miglior video con messaggio sociale per Could've Been
- 2020 – Candidatura al miglior video R&B per Slide (con YG)
- 2021 – Candidatura al miglior video con un messaggio sociale per Fight for You
- 2021 – Candidatura al miglior video R&B per Come Through (con Chris Brown)
- 2022 – Candidatura al miglior video R&B per For Anyone

Soul Train Music Award
- 2017 – Candidatura al miglior artista esordiente
- 2018 – Candidatura al miglior artista R&B/Soul
- 2018 – Album/mixtape dell'anno per H.E.R.
- 2018 – Candidatura alla canzone dell'anno per Every Kind of Way
- 2018 – Candidatura al video dell'anno per Avenue
- 2018 – Collaborazione dell'anno per Best Part (con Daniel Caesar)
- 2018 – Candidatura al The Ashford & Simpson Songwriter's Award per Best Part (con Daniel Caesar)
- 2018 – Candidatura al The Ashford & Simpson Songwriter's Award per Focus
- 2019 – Miglior artista R&B/Soul
- 2019 – Candidatura all'album/mixtape dell'anno per I Used to Know Her
- 2020 – Miglior artista R&B/Soul
- 2020 – Candidatura al video dell'anno per Slow down (con Skip Marley)
- 2020 – Candidatura alla collaborazione dell'anno per Slow down (con Skip Marley)
- 2020 – Candidatura alla canzone dell'anno per Slide (con YG)
- 2020 – Candidatura al video dell'anno per Slide (con YG)
- 2020 – Candidatura alla collaborazione dell'anno per Slide (con YG)
- 2020 – Candidatura al The Ashford & Simpson Songwriter's Award per Slide (con YG)
- 2020 – The Ashford & Simpson Songwriter's Award per I Can't Breathe
- 2021 – Candidatura al miglior artista R&B/Soul
- 2021 – Candidatura all'album/mixtape dell'anno per Back of My Mind
- 2021 – Candidatura alla canzone dell'anno per Damage
- 2021 – Candidatura al video dell'anno per Damage
- 2021 – Candidatura al The Ashford & Simpson Songwriter's Award per Damage
- 2021 – Candidatura al The Ashford & Simpson Songwriter's Award per Come Through (con Chris Brown)
- 2021 – Candidatura alla collaborazione dell'anno per Come Through (con Chris Brown)
- 2021 – Candidatura alla collaborazione dell'anno per Girl Like Me (con Jazmine Sullivan)
- 2022 – Candidatura al miglior artista R&B/Soul
- 2022 – Candidatura al The Ashford & Simpson Songwriter's Award per Good Morning Gorgeous (con Mary J. Blige)

## Doppiatrici italiane
Nelle versioni in italiano delle opere in cui ha recitato, H.E.R. è stata doppiata da:
- Letizia Scifoni ne Il colore viola